# Republic XP-72
Il Republic XP-72 fu un caccia intercettore monomotore e monoplano ad ala bassa sviluppato dall'azienda aeronautica statunitense Republic Aviation Company alla metà degli anni quaranta e rimasto allo stato di prototipo.
Il modello, basato sul precedente P-47 Thunderbolt abbinandolo all'imponente propulsore Pratt & Whitney R-4360 Wasp Major, pur dimostrando il valore del progetto, la sua utilità venne meno sia per gli sviluppi della seconda guerra mondiale sia per l'introduzione del motore a reazione, di conseguenza il suo sviluppo venne interrotto dopo la costruzione di soli due esemplari.

## Storia del progetto
Nato concettualmente in contemporanea all'XP-69, l'XP-72 era un progetto volto a fornire un successore al Thunderbolt; Alexander Kartveli e il suo staff diedero avvio al lavoro non appena il P-47 era entrato in servizio con l'USAAF.
Il progetto dell'XP-72 fu considerato maggiormente promettente e l'XP-69, per il quale si prevedeva di impiegare il motore Wright R-2160, fu conseguentemente abbandonato. Il 18 giugno del 1943 l'USAAF siglò un ordine per due prototipi del nuovo caccia.

## Tecnica

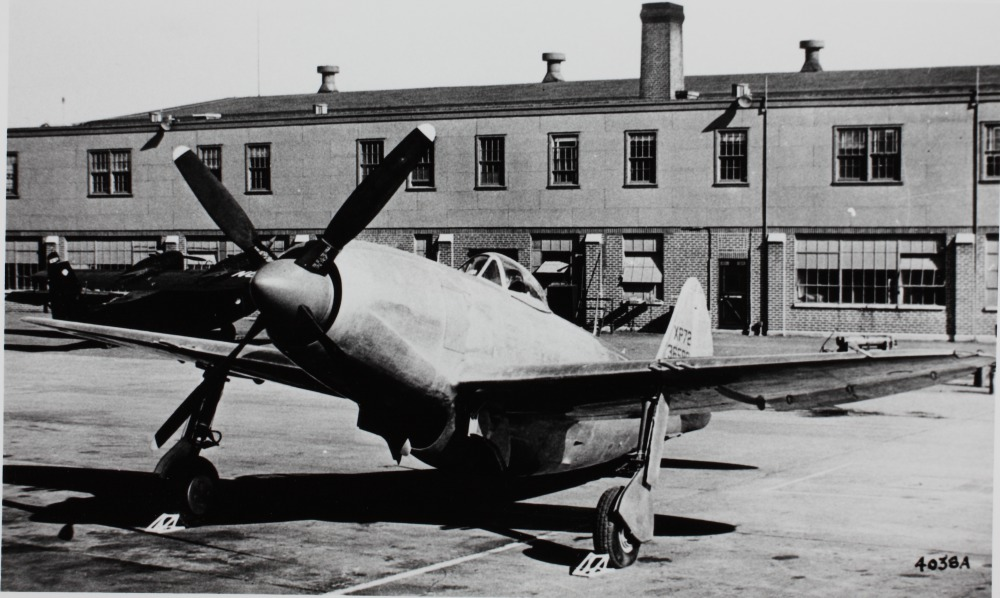
L'XP-72 serie 43-36598, il primo prototipo, visto frontalmente mostra la sua elica quadripala. Si nota inoltre la grande presa d'aria posta sotto la fusoliera.

L'XP-72 nelle forme tradiva chiaramente la discendenza dal Thunderbolt; fu il primo aereo da caccia costruito attorno al motore radiale a 28 cilindri raffreddato ad aria Pratt & Whitney R-4360 Wasp Major, unità motrice in grado di sviluppare la potenza di 3 450 hp (2 573 kW).
Il motore era alloggiato in posizione anteriore, avvolto da una stretta cappottatura aerodinamica sotto cui il flusso d'aria necessario per il raffreddamento veniva convogliato forzatamente tramite l'azione di una ventola. Nel primo prototipo, portato in volo il 2 febbraio 1944, il motore azionava un'elica quadripala mentre nel secondo esemplare, portato in volo il 26 giugno successivo (altre fonti indicano tuttavia il mese di luglio), fu installato un sistema con due eliche tripala controrotanti.
Il motore Wasp Major era inoltre sovralimentato tramite un compressore disposto alle spalle della cabina di pilotaggio, alimentato da una generosa presa d'aria ricavata nella pancia della fusoliera in corrispondenza dell'abitacolo stesso. Il cupolino era di tipo a goccia, del tutto simile a quello già impiegato negli ultimi lotti di produzione del Thunderbolt.
Nell'ala, il cui bordo d'attacco era disposto al limitare inferiore della fusoliera, erano impiegati i flap per la riduzione del fenomeno del Mach tuck già utilizzati sia sul P-47 sia sul P-38 Lightning. L'armamento consisteva in sei mitragliatrici calibro 0,5 in disposte all'interno delle semiali e di un carico sub-alare di 2 000 lb (907 kg).

## Impiego operativo
Dopo il successo dei voli di prova, l'USAAF sottoscrisse un ordine d'acquisto di 100 esemplari. Lo sviluppo delle vicende della guerra aveva tuttavia indirizzato le autorità verso la richiesta di caccia di scorta a lungo raggio piuttosto che di velocissimi intercettori mentre il motore a reazione lasciava intravedere potenzialità superiori in termini di velocità massima. Venuta meno la priorità, l'ordine per i 100 velivoli fu cancellato e il progetto dell'XP-72 abbandonato in via definitiva.